# Durvasas
Durvasas (Sanskrit दुर्वासस्, durvāsas m.), auch bekannt unter dem Namen Durvasa (Sanskrit दुर्वासा, durvāsā m.) war ein Rishi im alten Indien, der für sein aufbrausendes Temperament bekannt war.

## Herkunft
Hinsichtlich der Herkunft Durvasas gibt es verschiedene Quellen. Gemäß einer Passage im Bhagavatapurana (4.1) war er einer von drei Söhnen von Atri und Anasuya. Der Legende nach unternahm Atri schwere Askese-Übungen, um mit einem besonderen Sohn gesegnet zu werden. Schließlich erschienen ihm die Götter Brahma, Vishnu und Shiva und gewährten ihm als Gunst drei Söhne, die jeweils ihre Emanationen waren. Durvasas war eine Emanation Shivas, seine Brüder waren Soma (von Brahma) und Datta (von Vishnu). 
Im Markandeyapurana (17.9–11) und im Vishnupurana (1.9.2) wird Durvasas als ein Avatar Shivas bezeichnet, während er im Brahmapurana (117.2) und im Agnipurana (20.12) als Sohn Atris und Bruder Dattas erscheint.

## Durvasas im Mahabharata

### Durvasas und Kunti
Durvasas wurde allgemein gefürchtet wegen seines impulsiven Verhaltens und seiner Flüche. Daher bemühten sich seine Gastgeber, seine Wünsche vollkommen zu erfüllen und jeden Anlass für Zorn und Ärger zu vermeiden. Eines Tages erhielt Kunti die Aufgabe, ihn während eines Besuches zu betreuen, und erfüllte ihre Pflichten in vorbildlicher Weise, obwohl sie vielen Provokationen Durvasas ausgesetzt war. Auch der Asket war überrascht über die Geduld und Langmut des jungen Mädchens und schenkte ihr zum Dank ein Mantra, mit dessen Hilfe sie Götter herabrufen und sich zu Diensten machen konnte. 
Als Kunti eines Tages auf die Sonne blickt, beschließt sie, das Mantra zu erproben und ruft den Sonnengott herab, der ein Kind mit ihr zeugt, nachdem er ihr zugesichert hat, dass ihr Sohn ein großer Held sein werde und dass ihre Jungfräulichkeit unversehrt bleibe. Da sie jedoch unverheiratet ist, beschließt sie auf Rat ihrer Amme, das Kind in einem Korb auszusetzen. Es überlebt und spielt später im Mahabharata eine bedeutende, jedoch tragische Rolle als Karna.

### Durvasas und Mudgala
Mudgala war ein Einsiedler und Asket, der nur jeweils zwei Wochen Nahrung zu sich nahm und dann zwei Wochen lang Körner sammelte, ohne vom Hunger überwältigt zu werden. Er war auch bekannt für seine Freigebigkeit. Eines Tages suchte Durvasas ihn auf, um ihn auf die Probe zu stellen, und verschlang sechsmal alle Vorräte des Einsiedlers, ohne dass dieser sich beklagte. Daraufhin gewährte Durvasas ihm die Gunst, er könne mit seinem physischen Körper direkt in den Himmel gehen und dort ein glückliches Leben genießen. Doch Mudgala erkannte, dass er eines Tages wieder zur Erde zurückkehren müsste und dann das Leben dort umso schmerzhafter erfahren würde. Deswegen wählte er einen anderen Weg und erlangte durch Meditation vollkommenen Frieden und die höchste innere Befreiung.

### Durvasas und Krishna
Einmal suchte der Asket im Verlaufe seiner Wanderungen Gastgeber, um ihn zu bewirten, doch alle lehnten ab. Schließlich lud Krishna ihn in sein Haus und ertrug geduldig das absonderliche Verhalten Durvasas'. Am Ende servierte er ihm eine Milchreis-Speise, wovon Durvasas reichlich zu sich nahm. Daraufhin forderte er Krishna auf, sich seinen Körper mit dem Rest der Speise einzureiben, und dasselbe solle auch seine Frau Rukmini tun. Nach weiteren Ereignissen und Provokationen gewährte Durvasas auch Krishna eine Gunst: solange die Menschen das Essen schätzten, solange würden sie in derselben Weise Krishna lieben. Ferner würde er in allen Körperbereichen, die er mit der Speise bedeckt hatte, unverwundbar sein. Aber Krishna hatte seine Füße ausgelassen und sollte später auch durch den Pfeil eines Jägers an dieser Stelle tödlich verwundet werden, ähnlich wie Siegfried im Nibelungenlied.